# Caryophyllia planilamellata
Caryophyllia planilamellata är en korallart som beskrevs av Dennant 1906. Caryophyllia planilamellata ingår i släktet Caryophyllia och familjen Caryophylliidae. Inga underarter finns listade i Catalogue of Life.